# O sacrum convivium
"O sacrum convivium" és un text en llatí en honor del sacrament de l'Eucaristia. Es pot incloure com a antífona al Magnificat en les vespres de l'ofici diví per la festa de Corpus Christi. L'autoria del text s'atribueix a Sant Tomàs d'Aquino.
El contingut del text és expressar el sentiment de comunió profunda en l'acte de celebració de l'Eucaristia, que es descriu com un banquet.

## Text
| Llatí Original                         |  | Traducció                                      |  |
| -------------------------------------- |  | ---------------------------------------------- |  |
| O sacrum convivium                     |  | Oh, banquet sagrat                             |  |
| in quo Christus sumitur.               |  | en el qual és consumit el Crist.               |  |
| Recolitur memoria passionis eius       |  | Fem memòria de la seva passió                  |  |
| mens impletur gratia                   |  | les nostres ments s'omplen de gràcia           |  |
| et futurae gloriae nobis pignus datur. |  | i ens és donada la promesa de la glòria futura |  |
| Allelluia                              |  | Al·leluia                                      |  |

## En la música
O sacrum convivium ha donat lloc a composicions gregorianes i, posteriorment molts compositors l'han pres com a base per a les seves obres:
- Jacques Arcadelt
- Gregor Aichinger
- Hendrik Andriessen
- Kim André Arnesen
- Jason Bahr
- Domenico Bartolucci
- Giuseppe Antonio Bernabei
- James Biery (With an alternate English text by Marilyn Biery)[2]
- Douglas Brooks-Davies
- Javier Busto
- William Byrd
- Giovanni Paolo Cima
- Giovanni Croce
- Fredrik Sixten O Sacrum Convivium
- Don Michael Dice
- Eugene E. Englert[3]
- Rolande Falcinelli
- Richard Farrant
- Andrea Gabrieli
- Noël Goemanne
- Francisco Guerrero
- Marc-Antoine Charpentier, H 239 - 239 a, H 235, H 278 and H 240
- Matthew Harris
- Gabriel Jackson
- Frank La Rocca
- Kenneth Leighton
- Dan Locklair
- Franz Liszt
- Luca Marenzio
- Frank Martin
- Peter Mathews
- Olivier Messiaen's O sacrum convivium!
- Vytautas Miškinis
- Philip Moore[4]
- Cristóbal de Morales
- Francisco J. Nunez
- Don Lorenzo Perosi[5]
- Roger T. Petrich[6]
- Giovanni Pierluigi da Palestrina
- Giovanni Battista Pergolesi
- Roberto Remondi[7]
- Alwin Michael Schronen
- Fredrik Sixten
- Steven Stucky[8]
- Jan Pieterszoon Sweelinck
- Thomas Tallis
- Francesc Valls[9]
- Ludovico da Viadana
- Tomas Luis de Victoria
- Nicholas Wilton[10]
- Jules Van Nuffel
- Johann Emanuel Faulhaber (1772-1835) compositore della "Reggia Città di Louny" (Bohemia)
- Francisco José Carbonell (1985).
- Miguel Astor Salazar (1958)
- Anselm Ferrer Bargalló